# Орегонская земля

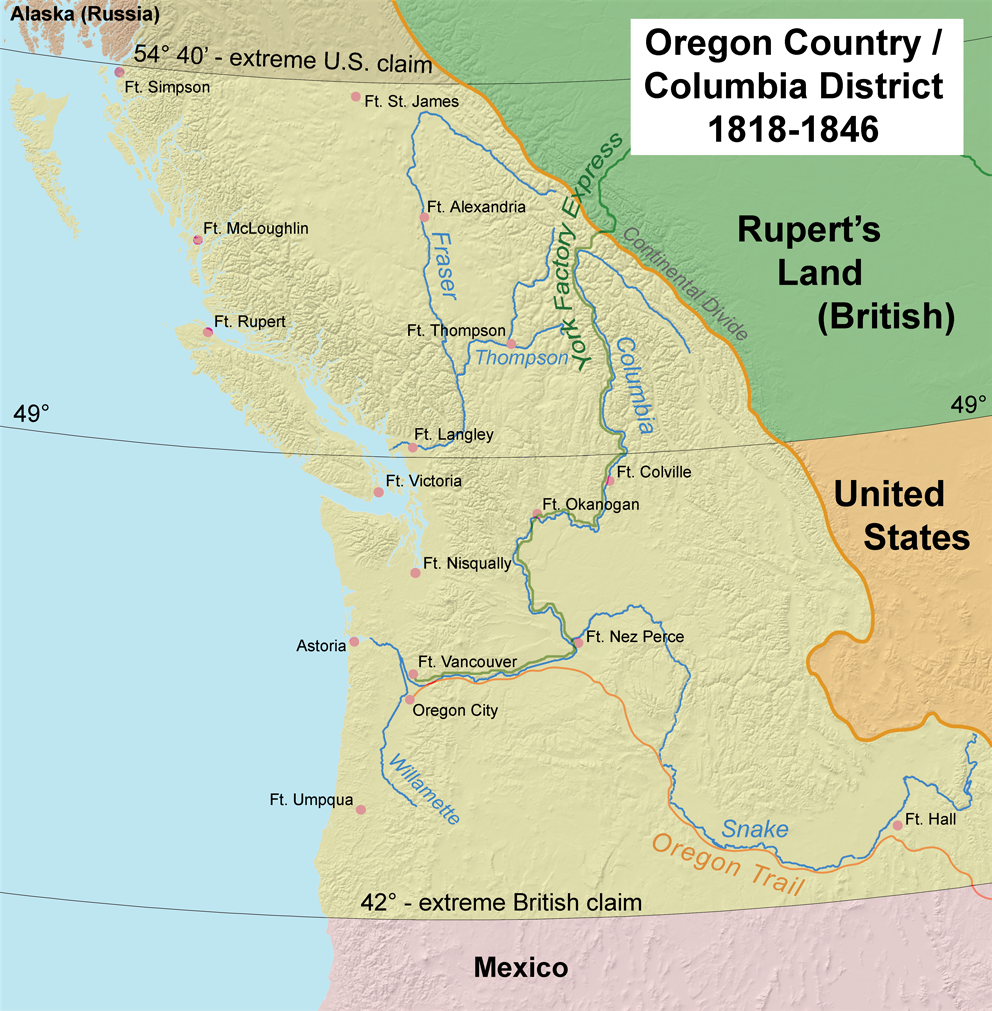

Орегонская страна (англ. Oregon Country) — американский термин, использовавшийся для обозначения примыкающего к Тихому океану региона на северо-западе Северной Америки, право на владение которым в первой половине XIX века оспаривали друг у друга США и Великобритания. В Великобритании для обозначения этого региона использовался термин «Округ Колумбия» (англ. Columbia District) — в соответствии с разделением Северной Америки на регионы деятельности, принятым в Компании Гудзонова залива.

## Первые исследователи
В 1792 году Джордж Ванкувер обнаружил Пьюджет-Саунд, и 4 июня 1792 года объявил его британским владением, назвав в честь Петера Пьюджета — одного из своих офицеров. В том же году американский капитан Роберт Грэй 12 мая 1792 году обнаружил устье реки Колумбия, и назвал её в честь своего судна «Колумбия Редивия». В 1793 году Александр Маккензи стал первым из европейцев, пересекших Северную Америку с востока на запад по суше севернее Мексики; он вышел к Тихому Океану в районе Белла-Кула.
В 1805 году американская сухопутная экспедиция Льюиса и Кларка достигла устья реки Колумбия и построила на её южном берегу Форт-Клэтсоп, где её участники провели зиму 1805—1806 годов и запасли провизию для обратного пути. В 1811 году Дэвид Томпсон, работавший на Северо-Западную компанию, прошёл реку Колумбия от начала и до конца. Во время своего путешествия Томпсон расположился лагерем возле устья реки Снейк, и 9 июля 1811 года соорудил знак с извещением о претензии на эту территорию со стороны Великобритании и заявляющей о намерении Северо-Западной Компании построить факторию на этом месте. Продолжая двигаться вниз по Колумбии, Томпсон достиг устья Колумбии 14 июля 1811 года, через два месяца после прибытия судна Тонкуин (Tonquin) Тихоокеанской меховой компании (являющейся дочерней компанией Американской меховой компании Джона Астора). К моменту прибытия Томпсона был уже частично построен Форт-Астор.

## Происхождение названия
Точное происхождение слова «Орегон» неизвестно. Одна из теорий гласит, что работники франко-канадской меховой компании называли реку Колумбия «Ураганной рекой» (фр. le fleuve d'ouragan) из-за сильных ветров в длинном каньоне, через который она протекает. Джордж Стюарт в статье, опубликованной в 1944 году в «American Speech», обосновал, что название произошло из-за ошибки рисовальщика французской карты, напечатанной в начале XVIII века, где название реки Висконсин (Ouisiconsink) было написано как «Ouaricon-sint» — разбитым на две строчки и с «-sint» на второй строчке, в результате чего получилось, что текущая на запад река называется «Ouaricon». В настоящее время эта теория считается наиболее правдоподобной.

## Эволюция границ
Изначально на Орегонскую страну претендовали Великобритания, Франция, Россия и Испания. Претензии США базировались на обнаружении Робертом Грэем устья реки Колумбия в 1792 году и на экспедиции Льюиса и Кларка. Великобритания основывала свои претензии на исследовании реки Колумбия, проделанном Дэвидом Томпсоном, и на своих исследованиях побережья. Претензии Испании основывались на Inter caetera и Тордесильясском договоре, а также на исследованиях тихоокеанского побережья в конце XVIII века. Россия основывала свои претензии на деятельности своих исследователей и торговцев, и подкрепила свои претензии на часть региона севернее 51-й параллели указом 1821 года.
Подписав в конце 1790-х Нуткинские конвенции, Испания отказалась от претензий на эксклюзивные права в Америке, дав Великобритании право на тихоокеанский берег, хотя и не определив при этом северную границу Испанской Калифорнии. Подписав в 1819 году с США договор Адамса — Ониса, Испания передала все свои претензии на территории севернее 42-й параллели Соединённым Штатам. Претензии России в начале 1820-х были тут же оспорены Великобританией и США, и подписав в 1824 году договор с Соединёнными Штатами, а в 1825 — договор с Великобританией, Россия отказалась от притязаний на территории южнее широты 54°40′ и восточнее 141 меридиана.
Тем временем Великобритания и США подписали Конвенцию 1818 года, в соответствии с которой граница между их владениями от Великих Озёр до Скалистых гор прошла по 49-й параллели. В соответствии с этой конвенцией территория Орегонской страны подлежала «совместному использованию» обеими странами.
В 1821 году Компания Гудзонова залива была насильно объединена с Северо-Западной компанией. В том же году британский парламент принял статут, требующий, чтобы Компания применяла законы Верхней Канады в Земле Руперта и Округе Колумбия.
В 1843 году орегонские поселенцы создали собственное Временное правительство Орегона. В соответствии с Органическим законом Орегона в редакции 1845 года, в состав правительства могли входить и британские подданные. Часть орегонских политиков рассчитывала на постепенную эволюцию Орегона в независимое государство, но в 1848 году возобладала тенденция к вхождению в состав США.

## Первые поселения

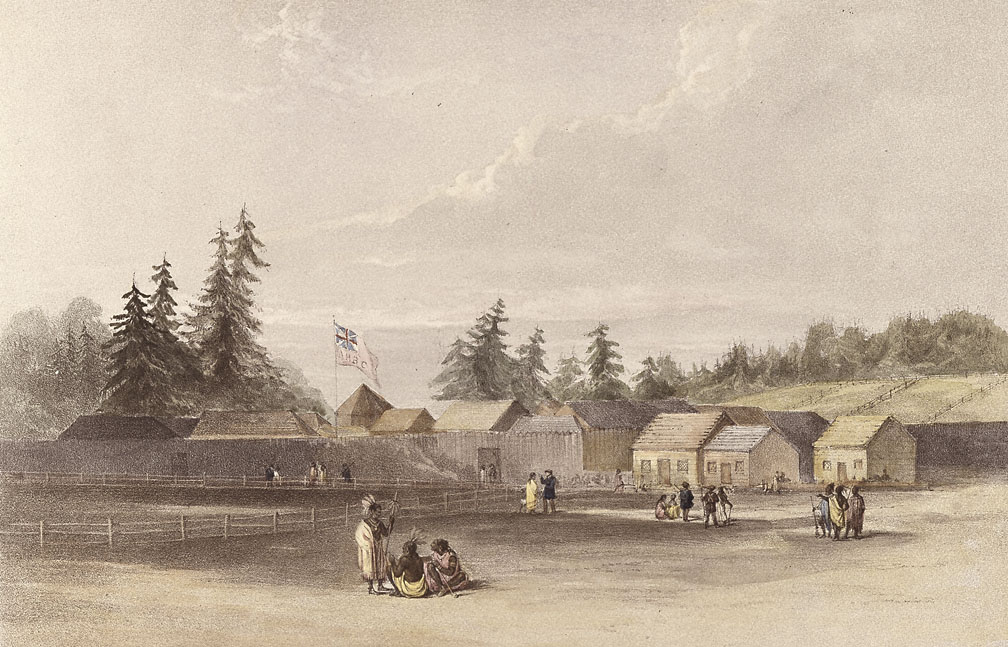
Форт-Ванкувер в 1845 году

В 1810 году Джон Астор основал Тихоокеанскую меховую компанию, которая в 1811 году основала торговый пост в Орегоне — Форт-Астория. Во время войны 1812 года торговля мехами пришла в упадок, и Тихоокеанская меховая компания была продана Северо-Западной компании. Попав под британский контроль, Форт-Астория был переименован в Форт-Георг.
В 1821 году Компания Гудзонова залива была насильно объединена с Северо-Западной компанией. В том же году британский парламент принял статут, требующий, чтобы Компания применяла законы Верхней Канады в Земле Руперта и Округе Колумбия. Джон Маклафлин, назначенный в 1824 управляющим Компании в Департаменте Колумбия, перенёс местную штаб-квартиру в Форт-Ванкувер (около современного Ванкувера), ставшего де-факто политическим центром Орегонской страны. Маклафлин применял британское законодательство по отношению к британским подданным, поддерживал мир с индейцами, и старался поддерживать закон и порядок также и среди американских переселенцев. Астор попытался побороться за добычу мехов в Орегонской стране, развернув операции в Скалистых горах, но Компания Гудзонова залива развернула против него войну, способствуя истощению мехов в том регионе и продавая меха по заниженной цене.
В восточной части США об Орегонской стране ходили различные слухи, и некоторые церкви решили послать туда миссионеров для обращения индейцев. Первым из них стал Джейсон Ли, методист из Нью-Йорка, построивший в 1834 году методистскую школу для индейцев в долине Вилламетт.
Когда в конце 1830-х начал функционировать Орегонский путь, то в регион потянулись американские переселенцы, число которых возрастало год от года. Рост напряжённости вызвал спор о границе Орегона. Обе стороны осознали, что в итоге именно поселенцы решат, кто будет контролировать регион, и Компания Гудзонова залива изменила свою политику (раньше она не давала основывать поселения, так как это плохо сказалось бы на торговле мехами). В 1841 году по приказу управляющего Компанией Джорджа Симпсона Джеймс Синклер направил на запад из Колонии Красной реки 200 поселенцев, чтобы закрепить регион за Великобританией, однако это было слишком мало и слишком поздно.

## Орегонский договор
В 1843 году группа поселенцев в долине Вилламетт создала Временное правительство Орегона, которое было в 1845 году на личном (но не на официальном) уровне признано Джоном Маклафлином из Компании Гудзонова залива.
Во время президентских выборов 1844 года в США демократы настаивали на аннексии Орегона и Техаса. Победивший на выборах кандидат от демократов Джеймс Полк поддерживал идею о проведении линии разграничения в Орегоне по 49-й параллели, хотя некоторые экстремисты в Конгрессе настаивали на границе по широте 54°40′, угрожая в противном случае войной. Британское правительство считало более приемлемой границу по реке Колумбия.
Несмотря на воинственные заявления, обе стороны не желали устраивать между собой третью войну за 70 лет, и в 1846 году был подписан Орегонский договор, разделивший спорную территорию по 49-й параллели, оставив, однако, остров Ванкувер за Великобританией.
В 1848 году американская часть территории была преобразована в Территорию Орегон. На британской стороне остров Ванкувер стал королевской колонией в 1849 году, а материковая часть в 1858 году была преобразована в колонию Британская Колумбия.